# ويليام سونسينغ
ويليام سونسينغ هيدالغو (بالإسبانية: William Sunsing)‏ (مواليد 12 مايو 1977 في كوستاريكا) لاعب كرة قدم كوستاريكي دولي معتزل كان يجيد اللعب في خط الوسط .

## روابط خارجية
- ويليام سونسينغ على موقع الاتحاد الدولي (مؤرشف)  (الإنجليزية)
- ويليام سونسينغ على موقع الدوري الأمريكي (الإنجليزية)
- ويليام سونسينغ على موقع قاعدة بيانات كرة القدم.إي يو (الإنجليزية)
- ويليام سونسينغ على موقع ناشيونال فوتبول تيمز (الإنجليزية)
- ويليام سونسينغ على موقع Soccerway.com (الإنجليزية)